# Lucian Bălan
Lucian Bălan (Bukarest, 1959. június 25. – Nagybánya, 2015. november 12.) válogatott román labdarúgó, középpályás, edző.

## Pályafutása

### Klubcsapatban
1978 és 1985 között az FC Baia Mare, 1985 és 1989 között a Steaua Bucureşti, 1989-ben a belga Beerschot AC, 1990-ben a spanyol Real Murcia labdarúgója volt. 1990–91-ben a Steaua Bucureşti csapatában fejezte be az aktív labdarúgást. A Steauával négy bajnoki címet és három románkupa-győzelmet ért el. Tagja volt az 1985–86-as idényben BEK-győztes, majd az 1988–89-es idényben BEK-döntős csapatnak.

### A válogatottban
Egy alkalommal szerepelt a román válogatottban: 1987. április 8-án Brassóban  egy Izrael elleni barátságos mérkőzésen, ahol a szünetben állt be. A találkozó 3–2-es román győzelemmel ért véget.

### Edzőként
1993–94-ben a Phoenix Baia Mare, 1994-ben az FC Baia Mare vezetőedzője volt.

## Halála
2015. november 12-én Nagybányán öngyilkos lett.

## Sikerei, díjai
Steaua Bucureşti
- Román bajnokság
  - bajnok (4): 1985–86, 1986–87, 1987–88, 1988–89
- Román kupa
  - győztes (3): 1987, 1988, 1989
- Bajnokcsapatok Európa-kupája (BEK)
  - győztes: 1985–86
  - döntős: 1988–89
- UEFA-szuperkupa
  - győztes: 1986